# Maria Comnena, reina d'Hongria
Maria Comnena (ca. 1144-1190) fou reina d'Hongria i Croàcia des del 1163 fins al 1165.
Maria era la filla petita del sebastocràtor Isaac Comnè, fill de Joan II Comnè i germà gran de l'emperador romà d'Orient Manuel I Comnè, i de la primera dona d'Isaac, Teodora, besneta del rei Ladislau I d'Hongria.
El 1153 fou promesa pel seu oncle, l'emperador Manuel I, a Frederic I del Sacre Imperi Romanogermànic, però el seu compromís fou trencat poc després. El 1156, el seu oncle la casà amb el duc Esteve, que havia fugit a la seva cort després d'una revolta fallida contra el seu germà, el rei Géza II.
Després de la mort del rei Géza II el 31 de maig del 1162, l'emperador Manuel I preparà una campanya contra Hongria per ajudar el marit de Maria a ascendir al tron contra el fill del rei difunt, Esteve III. Tanmateix, els barons hongaresos elegiren el seu cunyat, Ladislau II, que concedí un terç del Regne d'Hongria al marit de Maria.
Després de la mort sobtada del rei Ladislau II el 14 de gener del 1163, el seu marit fou proclamat rei. Tanmateix, el rei Esteve IV fou derrotat el 19 de juny del 1163 pel seu nebot, el rei Esteve III, i es veié obligat a tornar a fugir a l'Imperi Romà d'Orient, on morí l'11 d'abril 1165 sense haver renunciat a la disputa contra el seu nebot. La reina Maria morí a Constantinoble.

## Matrimoni
Cap al 1157 es casà amb el rei Esteve IV d'Hongria (ca. 1133-11 d'abril del 1165). No tingueren fills.